# Ryszard Skrzyniarz
Ryszard Skrzyniarz (ur. 19 stycznia 1964 w Bielinach, woj. świętokrzyskie) – teolog, historyk Kościoła, mediewista, pedagog - biografista akademicki, wykładowca KUL.

## Wykształcenie
Ukończył V Liceum Ogólnokształcące im. Piotra Ściegiennego w Kielcach w 1984 roku. Następnie studiował teologię i  w roku 1991 otrzymał magisterium na Wydziale Teologii Katolickiego Uniwersytetu Lubelskiego na podstawie pracy pisanej pod kierunkiem ks. prof. dr hab. Mieczysława Brzozowskiego. Kontynuował naukę na Wydziale Teologii KUL uzyskując kolejno w roku 1993 licencjat z homiletyki w Instytucie Teologii Pastoralnej oraz w roku 1994 licencjat z historii Kościoła w Instytucie Historii Kościoła tegoż uniwersytetu.
18 maja 1998 otrzymał stopień naukowy doktora w zakresie historii Kościoła na Wydziale Teologii KUL na podstawie rozprawy pt. "Kazania świętokrzyskie" jako świadectwo kerygmy średniowiecznego Kościoła polskiego i wydanej pt. „Kazania świętokrzyskie. Przepowiadanie w XIII wieku” przez Redakcję Wydawnictw KUL (Lublin 2001, ss. 201. ISBN 83-228-0825-9). Rozprawa doktorska została napisana pod kierunkiem ks. prof. dr. hab. Marka T. Zahajkiewicza. Uzyskał również stopień doktora nauk humanistycznych w zakresie historii ze specjalnością: historia Kościoła. Natomiast stopień doktora habilitowanego otrzymał 23 czerwca 2009 na Wydziale Pedagogicznym Katolickiego Uniwersytetu w Ružomberoku (Słowacja).

## Doświadczenie zawodowe
Od 1 października 1993 do 30 września 1994 był bibliotekarzem w Bibliotece Uniwersyteckiej Katolickiego Uniwersytetu Lubelskiego. Następnie w okresie od 1 marca 1995 do 30 września 2005 pracował jako redaktor czasopisma naukowego „Archiwa, Biblioteki i Muzea Kościelne” w Ośrodku Archiwów, Bibliotek i Muzeów Kościelnych KUL, pełniąc kolejno stanowiska: redaktora, asystenta i adiunkta.
W latach 2005–2009 pracował jako adiunkt w Zakładzie Dydaktyki Historii i Wiedzy o Społeczeństwie Instytutu Historii Wydziału Humanistycznego Uniwersytetu Humanistyczno-Przyrodniczego Jana Kochanowskiego w Kielcach.
Od 1 października 2009 pracuje w Instytucie Pedagogiki Wydziału Nauk Społecznych KUL, najpierw jako adiunkt z habilitacją w Katedrze Pedagogiki Chrześcijańskiej i Pracowni Biografistyki Pedagogicznej, następnie od 1 października 2010 jako profesor nadzwyczajny Katolickiego Uniwersytetu Lubelskiego Jana Pawła II.

### Obecna funkcja
Jest kierownikiem Katedry Biografistyki Pedagogicznej w Instytucie Pedagogiki Wydziału Nauk Społecznych KUL.  

## Ważniejsze publikacje i dorobek naukowy
- Redaktor 20 tomów czasopisma: „Archiwa, Biblioteki i Muzea Kościelne” od tomu 64 (1995) do tomu 83 (2005).
- Współredaktor i współzałożyciel czasopisma „Archiva Ecclesiastica”, 1 (2004), 2 (2005), 3 (2006), 4 (2007), 5 (2008).
- Kazania świętokrzyskie. Przepowiadanie w XIII wieku, Lublin 2001: Redakcja Wydawnictw Katolickiego Uniwersytetu Lubelskiego, ss. 201. ISBN 83-228-0825-9
- Parafia Bieliny. Zarys dziejów, Kielce 2007: Jedność, ss. 127. ISBN 978-83-7442-664-0.

Autor 52 artykułów, w tym w czasopismach zagranicznych, 299 haseł encyklopedycznych, szeregu recenzji, programu katechetycznego dla gimnazjum, skryptu dla studentów oraz wielu przeglądów bibliograficznych, wykazów i informacji.

## Członkostwo w organizacjach
- Towarzystwo Naukowe Katolickiego Uniwersytetu Lubelskiego Jana Pawła II (od 2001 r.)
- Stowarzyszenie Archiwistów Kościelnych (od 2004 r.)
- Zespół Pedagogiki Chrześcijańskiej Komitetu Nauk Pedagogicznych PAN (od 2010 r.)
- Polskie Towarzystwo Pedagogiczne (od 2011 r.)